# Tigase
Tigase是以GNU AGPL-3.0-only许可证授权的自由软件，于2004年由Artur Hefczyc发起，目的是使用Java语言实现XMPP服务器。
最初的目标是开发一个完全兼容的XMPP服务器，并向后兼容非正式的XMPP规范。随着时间的推移，该项目被分成更小的部分——服务器实现、包含XML流解析器的XML工具和带有内置脚本语言的测试套件。2006年夏天，Java客户端库和应用程序被加入到Tigase项目。 2013年11月，Tigase添加了一个 REST API 层项目，以及后来的HTTP工具 - AdminUI。
2018年IoT1 cloud项目启动，将所有 XMPP 和所有 Tigase 软件结合在一起，以促进物联网设备的通信。

## 子项目
目前Tigase包含如下子项目：

### 服务端
- Tigase XMPP Server – XMPP服务器实现
- Tigase XMLTools – 用于解析简单XML数据库的XML工具
- Tigase Utils – 其他Tigase子项目中使用的通用文件的存储库
- Tigase TestSuite – XMPP服务器的功能测试套件
- Tigase XMPP Server Command Line Management Tool – 命令行管理工具[2]
- Tigase MUC - 允许创建群组聊天室的组件
- Tigase PubSub - XEP-0060: Publish-Subscribe实现
- Tigase Message Archiving - Tigase XMPP 服务器的组件，实现 XEP-0136: Message Archiving扩展
- Tigase Socks5 Proxy - XEP-0065: SOCKS5 Bytestreams （页面存档备份，存于）实现，允许客户端之间的文件传输
- Tigase STUN - STUN协议实现
- Tigase HTTP API - 提供REST API、基于Web的安装程序和AdminUI的HTTP组件。

### 客户端
- Tigase JaXMPP – XMPP客户端库
- Tigase Swift XMPP client library - 以Swift编写的XMPP库
- Stork IM – Android XMPP客户端
- Beagle IM - macOS XMPP客户端
- Siskin IM - iOS XMPP客户端